# Samariterbrunnen (Hainichen)

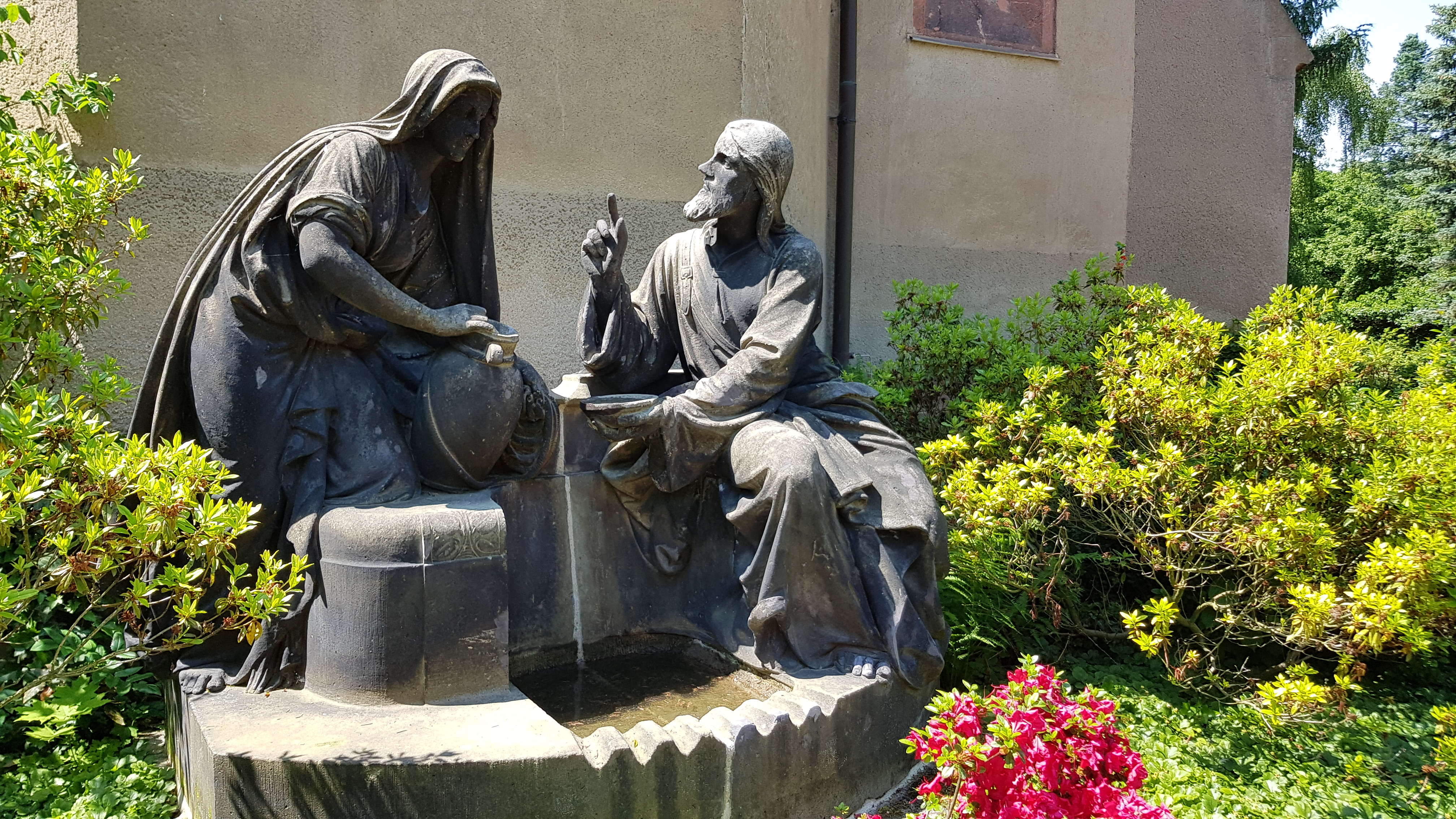
Samariterbrunnen, 2019

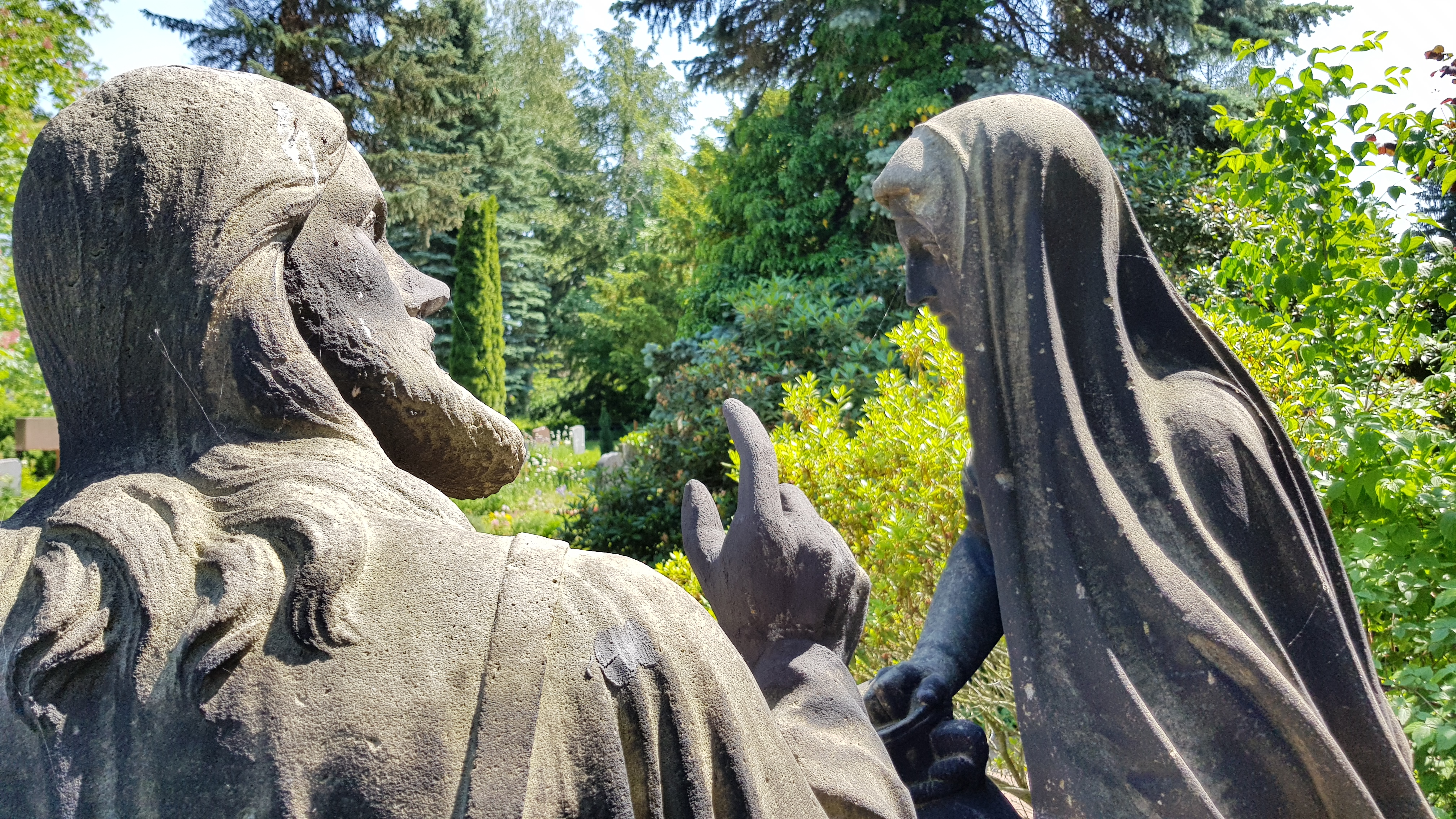
Samariterbrunnen von hinten, 2019

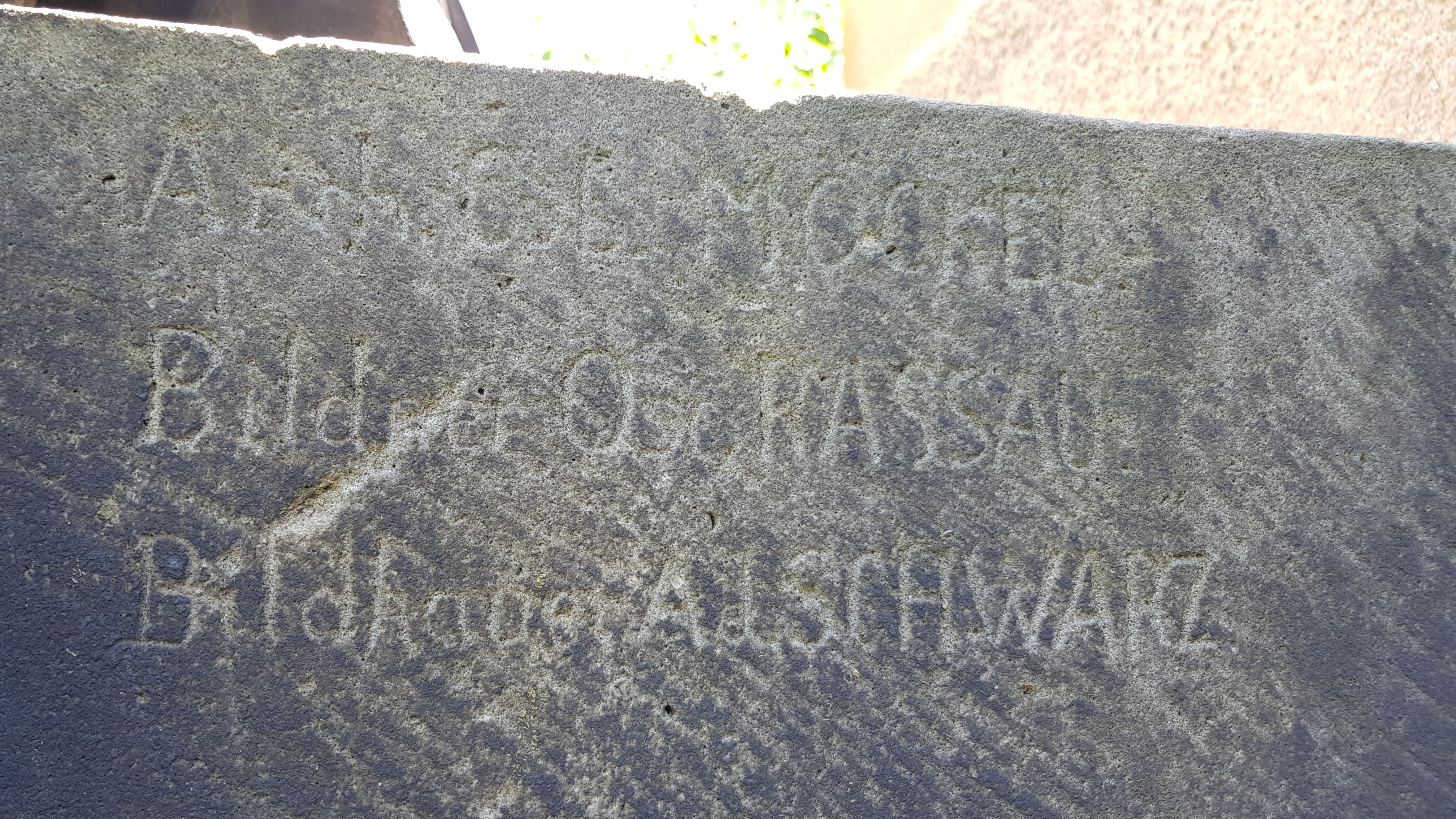
Samariterbrunnen, Rückseite, signiert

Der Samariterbrunnen ist eine ehemalige Brunnenanlage in Hainichen, Sachsen. Er wurde am 31. Oktober 1909 an der Trinitatiskirche eingeweiht. Aufgrund von Schäden und mangels Pflege entschloss man sich 1969, die Anlage abzubauen. Die Figurengruppe des Brunnens wurde auf dem Friedhof hinter der Kapelle neu aufgestellt.
Die Brunnenanlage entstand nach einem Entwurf des Architekten Gotthilf Ludwig Möckel, welcher auch die 1899 fertiggestellte Trinitatiskirche in Hainichen geplant hatte. Die bildhauerischen Kunstarbeiten entstanden nach dem Modell des Bildhauers Oskar Rassau. Sie wurden anschließend vom Bildhauer Adolf Schwarz in Wehlener Sandstein, welcher sehr wetterbeständig ist, ausgeführt.
Dargestellt wurde die biblische Geschichte, als Jesus auf dem Weg von Galiläa nach Judäa in Samarien Halt machte, dessen Bewohner die Juden als Ungläubige bezeichneten. Als eine Samariterin Wasser schöpfte, bat Jesus sie, ihm zu trinken zu geben.
1912 wurden kleine Fehlstellen im Sandstein am Kopf und Arm von Christus durch Adolf Schwarz ausgebessert. Vandalismus und Umwelteinflüsse sowie die Versetzung an den Friedhof hatten der Figurengruppe schwer zugesetzt. Auf eine Bürgerinitiative hin wurde im Frühjahr 2018 eine Spendenaktion zum Erhalt der Figuren ins Leben gerufen, so dass im September die restaurierte Skulptur präsentiert werden konnte.